# Zum Guten Hirten (Podhradí u Aše)

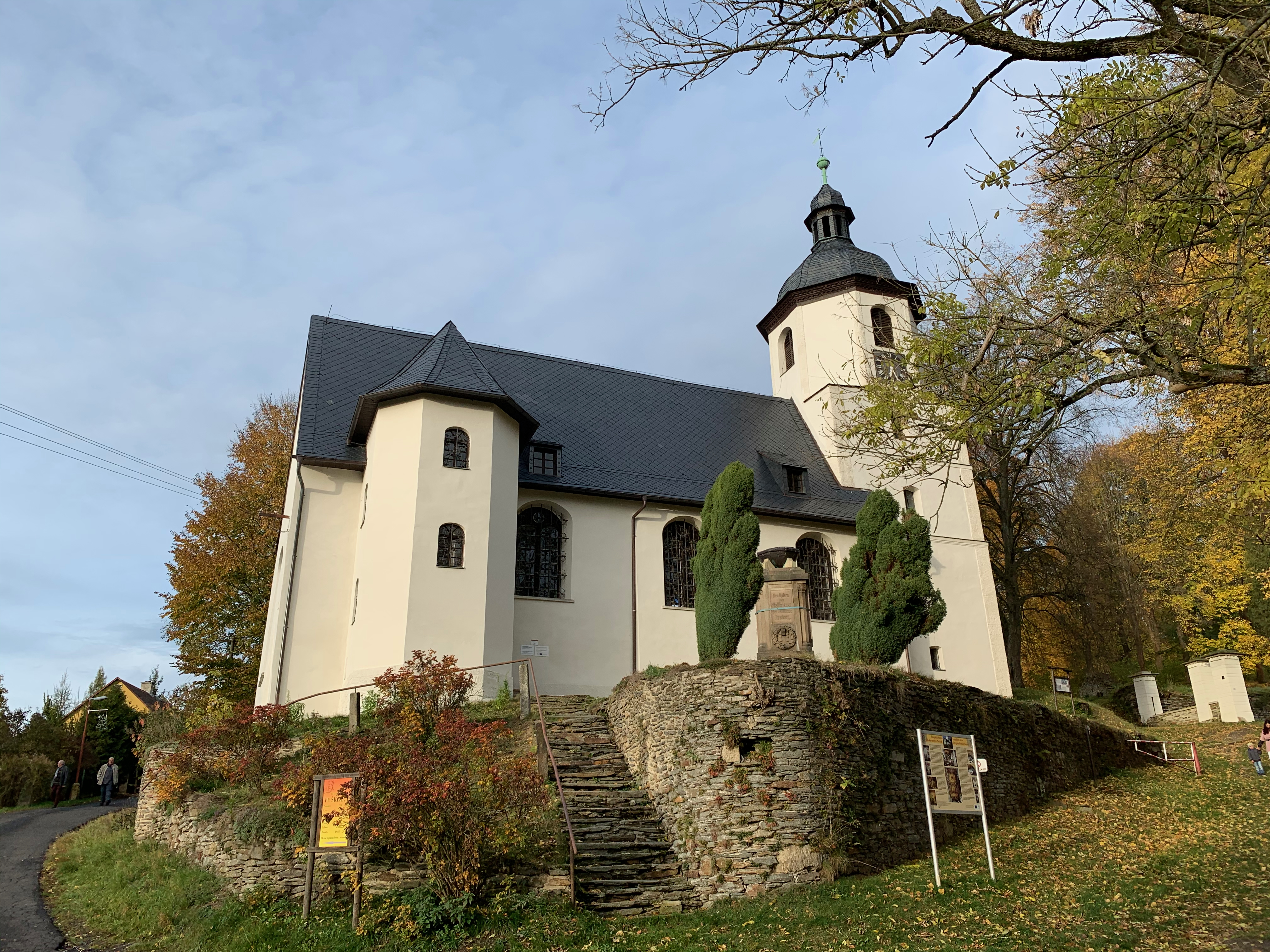
Ansicht der Kirche

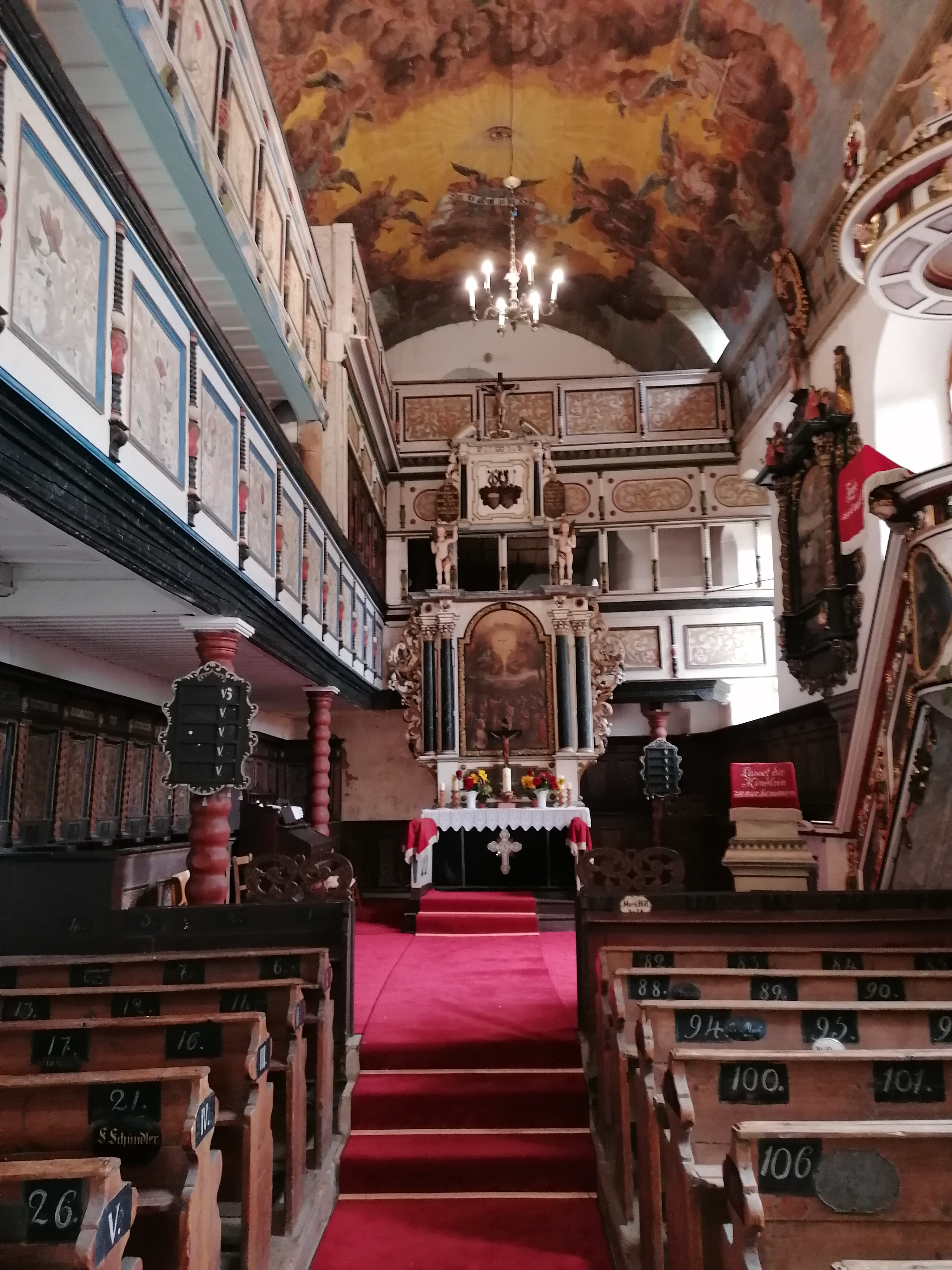
Zum Guten Hirten, Innenansicht September 2024

Die Kirche Zum Guten Hirten im tschechischen Podhradí u Aše im Okres Cheb ist eine der wenigen mittelalterlichen evangelischen Kirchen in Tschechien. Sie gehört heute zur Evangelischen Kirche der Böhmischen Brüder.

## Lage
Die Kirche Zum guten Hirten liegt auf einem Berg über dem Ort. Auf dem angrenzenden Gelände befinden sich Überreste der Burg Neuberk bzw. späterer Schlösser.

## Geschichte
Die Kirche wurde zwischen 1470 und 1490 durch den Egerer Burggrafen Heinz von Zedtwitz als Burg- und Begräbniskapelle erbaut. 1542 wurde die Kirche evangelisch. Das Ascher Ländchen unter dem Einfluss der protestantischen Grafen von Zedtwitz bildete eine Besonderheit im sonst vorwiegend katholischen Österreich-Ungarn und der späteren Tschechoslowakei. Anders als die Kirche in Aš hat sie die Ära des Kommunismus weitgehend unbeschadet überstanden, ist allerdings renovierungsbedürftig. 1992 wurde mit Erhaltungsmaßnahmen begonnen, zu denen ehemalige deutsche Bewohner einen Großteil der Mittel zur Verfügung stellten. Jeden zweiten Sonntag im Monat wurde ein Gottesdienst in deutscher Sprache gehalten. Seit 1992 wird am zweiten Sonntag nach Ostern Kirchweih gefeiert. Das Innere der Kirche wurde nach 1995 umfangreich renoviert.

## Beschreibung
Die Kirche ist eine frühbarocke, rechteckige Saalkirche mit einem polygonalen Turm an der Ostseite. Für das hölzerne Innere der Kirche verwendeten die Baumeister ausschließlich in Handarbeit gefertigte Holznägel.
In der Kirche befindet sich ein Denkmal für die Opfer des Ersten Weltkrieges, das am 29. Juli 1928 enthüllt wurde. Unterhalb der Kirche steht ein weiteres Denkmal für die Opfer der Kriege von 1848, 1859 und 1866, das am 11. Juni 1893 eingeweiht wurde.